# 2013 en water-polo
Cet article présente les faits marquants de l'année 2013 en water-polo.

## Calendrier international
- 26 septembre (2012) au 1er juin : Championnats d'Europe de water-polo masculin 2012-2013.
- 22 novembre (2012) au 27 avril : Championnats d'Europe de water-polo féminin 2012-2013.
- 1er au 6 juin : superfinale de la Ligue mondiale de water-polo féminin 2013 à Pékin (Chine).
- 11 au 16 juin : superfinale de la Ligue mondiale de water-polo masculin 2013 à Tcheliabinsk (Russie).
- 24 juin au 3 juillet : natation sportive et water-polo aux Jeux méditerranéens de 2013 à Mersin (Turquie).

## Compétitions de water-polo

### Juillet
- 21 juillet au 2 août : tournoi féminin lors des Championnats du monde de natation 2013, dans la piscine Bernat Picornell de Barcelone.

- 22 juillet au 3 août : tournoi masculin lors des Championnats du monde de natation 2013, dans la piscine Bernat Picornell de Barcelone.

### Août
- 2 août : finale féminine des Championnats du monde de natation 2013, dans la piscine Bernat Picornell de Barcelone.

- 3 août : finale masculine lors des Championnats du monde de natation 2013, dans la piscine Bernat Picornell de Barcelone.